# 桑弘羊
桑弘羊（前152年？（又一說是公元前155年）—前80年），是中國西漢武帝時期的大臣，專長為財政。武帝时期的均输、盐铁官卖、平准、缗钱、屯田、铸钱等重大经济政策都是由桑弘羊策划。

## 生平
漢景帝五年（前152年？或公元前155年），桑弘羊生於洛陽，父親是洛陽當地商人。桑弘羊十三歲時即因心算天才被漢武帝任用入宮，任侍中。漢武帝時連年征戰，國用不足，元狩三年（前120年），鄭當時推薦桑弘羊與商賈孔僅來處理當時的財政困難，他主持推行鹽、鐵、酒的專賣制度，元鼎二年（前115年），因功升遷為大司農中丞，同年又推行均輸法。
元封元年（前110年），孔僅因反對船車稅而罷盐铁丞，由桑弘羊接任治粟都尉，并代理大农令，在中央設平準官，全國各地設鹽鐵官、均輸官，來推行其政策，有效調節各地物資流通，並增加財政收入，因功封左庶長的爵位。后元二年（前87年）二月十二日，武帝病重，立刘弗陵为皇太子。是年二月十三日，诏近臣托孤，加封桑弘羊为御史大夫。
武帝死後，桑弘羊的政策如：算车船、算缗等受到各方“與民爭利”的批評。漢昭帝即位後，在始元六年（前81年），全國各地的賢良文學之士，集於京師， “问以民所疾苦”，對於桑弘羊的政策加以批判，桑弘羊與他們展開激辯，會議期間由桓寬擔任記錄，“推衍盐铁之议，增广条目，极其论难，著数万言”，后编纂为《鹽鐵論》。
這場論戰之後，只廢除了酒的專賣，其他政策仍然維持。次年（前80年），他因捲入燕王劉旦及上官桀謀反事而被殺。兒子桑遷逃亡，投靠桑弘羊故屬侯史吳，被捕并处死。侯史吴也因藏庇罪人之罪名被腰斩。

## 家族
- 父亲：桑□
- 母亲：□氏
- 妻子：□氏
- 长子：桑迁（元凤政变被诛），儿媳：□氏